# الجامعة الدولية لإدارة الأعمال في سويسرا
الجامعة الدولية لادراة الأعمال والفنادق، تأسست عام 2005 (1999)، هي جامعة سويسرة تقع في مدينة لوتزرن السويسرية.

## الدراسات
- شهادة في إدارة إدارة الفنادق
- دبلوم في إدارة الفنادق
- دبلوم العالي في إدارة الفنادق
- بكالوريوس في إدارة الاعمال (بكالوريوس إدارة الأعمال) تخصص أدارة فنادق

### الدراسات العليا
- دبلوم دراسات عليا في إدارة الفنادق
- ماجستير في إدارة الأعمال (ماجستير إدارة الأعمال) تخصص إدارة فنادق

## الاعتراف
- EduQua of Switzerland (المؤسسة السويسرية لاعتراف بالجامعات)
- المؤسسة الأمريكة للفنادق / AH-LA
- الكليات الفندقية الرائدة في أوروبا / The leading hotel schools in Europe
- المؤسسة البريطانية للفنادق / British Hospitality Association

## وصلات خارجية
- موقع الجامعة الرسمي